# Riad Salameh
Riad Salameh (Antelias, 17 luglio 1950) è un banchiere ed economista libanese, Governatore per quattro mandati consecutivi (trent'anni) della Banca del Libano dall'aprile 1993 al luglio 2023. Riad Salameh ha lasciato il suo incarico il 31 luglio 2023 alla fine del suo mandato e a causa del fallimento del parlamento libanese nell'elezione di un nuovo presidente e nella formazione di un nuovo governo in grado di nominare un successore; gli successe il suo primo vice Wassim Mansouri con funzioni ad interim. È il governatore della banca centrale più longevo al mondo.
Sebbene sia accreditato per aver mantenuto la stabilità della lira libanese fino al 2019, Salameh è stato accusato di corruzione, riciclaggio di denaro e di gestione del più grande schema Ponzi della storia; è stato inoltre etichettato come "il peggior banchiere centrale del mondo". Attualmente è soggetto a sanzioni da parte di Canada, Regno Unito e Stati Uniti.
Salameh è il Governatore di una banca centrale più longevo al mondo.

## Biografia
Riad Salameh è nato in Libano nel 1950 da una famiglia cristiana maronita da tempo dedicata agli affari.  Suo padre, Toufic Salameh, possedeva il Cedars Hotel a Broummana, e sua madre, Raniah, era una "nota attivista caritatevole" e membro della Croce Rossa libanese, assassinata nel 1982. Ha tre fratelli, Mona, Ramzi e Raja.
Salameh è cresciuto nella casa del nonno ad Antelias e ha frequentato il Collège Notre Dame de Jamhour dei gesuiti, quindi si è laureato in economia presso l'Università Americana di Beirut.

### Merrill Lynch
Dal 1973 al 1993, Salameh ha lavorato presso Merrill Lynch a Beirut e Parigi,  come direttore esecutivoe poi è diventato vicepresidente e consulente finanziario. Ha incontrato l'uomo d'affari Rafic Hariri, grande investitore in società ed è diventato il suo gestore di portafoglio.

### La banca centrale libanese
Dopo la fine della guerra civile, Hariri divenne primo ministro e nominò Salameh Governatore della banca centrale libanese. Ha assunto l'incarico il 1º agosto 1993 ed è stato successivamente rinominato per quattro mandati consecutivi nel 1999, 2005, 2011 e 2017. Salameh presiede il Consiglio centrale del BDL, la Commissione bancaria superiore, la Commissione speciale d'inchiesta AML/CFT e l'Autorità per i mercati dei capitali.
È membro del consiglio dei governatori del Fondo Monetario Internazionale (FMI) e del Fondo Monetario Arabo (AMF). Nel 2012 ha presieduto le riunioni annuali del Fondo Monetario Internazionale e del Gruppo Banca mondiale a Tokyo.
Il 1º luglio 2013, Salameh ha iniziato un mandato di due anni per co-presiedere il gruppo consultivo regionale del Consiglio per la stabilità finanziaria (FSB) per il Medio Oriente e il Nord Africa. È stato presidente del consiglio dei governatori dell'AMF nel 2013.
Edward Gardner del Fondo Monetario Internazionale ha elogiato le politiche di Salameh: "Avresti potuto pensare che avessero una sfera di cristallo. È stato molto saggio da parte dei regolatori libanesi non essere coinvolti in tutti questi investimenti internazionali rischiosi che si sono rivelati il destino di molti sistemi bancari".
In un'intervista del 2009 alla rivista Executive, alla domanda su quando il Libano sentirà gli impatti della crisi finanziaria globale, Salameh ha risposto: "Il Libano non sentirà gli effetti della crisi finanziaria, perché abbiamo adottato le misure necessarie in modo preventive. Questa crisi si è trasformata in una crisi di fiducia. La fiducia nel settore bancario in Libano e in quello monetario in generale è molto elevata, come constatare dalle grandi conversioni dal dollaro alla sterlina libanese. Nel 2008, la de-dollarizzazione è stata importante e la banca centrale ha acquistato più di $ 8 miliardi dai mercati. I tassi di dollarizzazione dei depositi nel settore bancario sono scesi dal 77% a circa il 69% nel corso del 2008. Le misure che abbiamo adottato in via di anticipo si basavano essenzialmente sull'impedire al settore bancario di sfruttare i suoi bilanci e, dall'altro lato, regolamentare i prodotti strutturati e vietare l'acquisizione di attività tossiche — come il sub-prime — da parte delle banche. Così il settore bancario nel 2008 ha registrato utili per oltre 1 miliardo di dollari, che è stato l'anno migliore per loro. La liquidità che abbiamo nel nostro sistema eviterà qualsiasi crisi nel 2009".
Nel 2016, ha lanciato operazioni di "ingegneria finanziaria" con finanziatori locali, combinando una serie di swap tra cui il debito pubblico e depositi in valuta locale e dollaro, che sono riusciti ad attirare riserve in valuta estera.
Durante le proteste libanesi del 2019-2020, Salameh ha avuto uno scontro con il primo ministro Hassan Diab, poiché il governo ha deciso di non tener conto dei suoi obblighi esteri, ma Salameh ha preferito continuare a utilizzare le riserve estere per pagare interessi ai creditori internazionali. 
Salameh è stato arrestato il 3 settembre 2024 dopo un'udienza giudiziaria nella capitale Beirut, con l'accusa di crimini finanziari, tra cui riciclaggio di denaro, appropriazione indebita e arricchimento illecito.

## Controversie

### Accuse di schema Ponzi
In seguito delle proteste libanesi del 2019-2020, i depositi della Banque du Liban sono diminuiti di 31 miliardi di dollari in un anno e il portafoglio di prestiti dei finanziatori è diminuito di 18 miliardi di dollari, mettendo così il paese nella sua prima crisi finanziaria in tre decenni. Il governatore della Banca centrale del Libano, che ha beneficiato di un'aura di prestigio per 30 anni, spesso indicato come il "mago" della finanza, è stato, dal marzo 2020, associato a questa crisi finanziaria, come quelle di An-Nahar e Bloomberg. Secondo loro, Riad ha creato uno schema Ponzi che dura da 30 anni e che ha portato lo Stato al fallimento e alla caduta della valuta nazionale. Il presidente francese Emmanuel Macron ha fatto lo stesso confronto, chiedendo maggiore trasparenza nel sistema finanziario libanese.
Il governatore ha risposto alle accuse secondo cui "i tassi di interesse pagati in Libano erano inferiori a quelli pagati in Egitto e Turchia". Inoltre, crede di essere "preso di mira come capro espiatorio".

### Altre accuse
Nel luglio 2020, un gruppo di avvocati libanesi ha formalmente accusato Salameh di vari crimini, tra cui l'appropriazione indebita di beni della banca centrale e la cattiva gestione dei fondi pubblici. Il 20 luglio, il giudice libanese Faisal Makki ha ordinato un congelamento protettivo di alcuni beni di Salameh dopo essersi pronunciato a favore di una denuncia che avrebbe minato la situazione finanziaria dello stato.
Nell'agosto 2020, l'Organized Crime and Corruption Reporting Project (OCCRP) ha riferito che le società offshore di proprietà di Salameh avevano beni esteri del valore di quasi 100 milioni di dollari, principalmente immobili, soprattutto nel Regno Unito, ma anche in Germania e Belgio.
Alla fine di dicembre 2020, Riad Salameh ha annunciato l'apertura di un'indagine etica. L'indagine è volta a controllare il sistema finanziario del paese e a verificare se le figure politiche abbiano utilizzato la loro posizione per ignorare le restrizioni bancarie sui prelievi di valuta estera e sui trasferimenti di fondi all'estero.

## Vita privata
Salameh è sposato con Nada Karam, un'imprenditrice libanese anch'essa indagata per riciclaggio di denaro e arricchimento illecito; insieme hanno 4 figli. Suo nipote è Emile Salameh che è stato accusato dalle autorità francesi di associazione a delinquere, riciclaggio di denaro e ricettazione.